# Sankt Micheln
Sankt Micheln ist ein Ortsteil der Stadt Mücheln (Geiseltal) im Saalekreis in Sachsen-Anhalt. 

## Geografie
Sankt Micheln liegt südwestlich von Mücheln an der Quelle der Geisel.

### Nahverkehr
Im öffentlichen Nahverkehr ist Sankt Micheln über die Haltestellen Kindergarten und St. Micheln mit folgenden Linien erreichbar:
- Bus 702 (PNVG Merseburg-Querfurt): Querfurt – Albersroda – Jüdendorf – Gleina – Mücheln – Sankt Micheln (nur eine Einzelfahrt je Richtung an Schultagen)
- Bus 726 (PNVG Merseburg-Querfurt): Merseburg – Delitz – Oberwünsch – Mücheln – Sankt Micheln (nur eine Einzelfahrt je Richtung an Schultagen)
- Bus A (PNVG Merseburg-Querfurt): Sankt Micheln – Mücheln – Stöbnitz

## Geschichte
Die erste urkundliche Erwähnung der Kirche St. Michael erfolgte im 12. Jahrhundert. Die Gründung der Kirche soll 1128 durch den Bischof Otto von Bamberg aus dem Stift St. Michael erfolgt sein.
Sankt Micheln gehörte bis 1815 zum wettinischen, später kursächsischen Amt Freyburg. Durch die Beschlüsse des Wiener Kongresses kam der Ort zu Preußen und wurde 1816 dem Kreis Querfurt im Regierungsbezirk Merseburg der Provinz Sachsen zugeteilt, zu dem er bis 1944 gehörte. Am 1. Oktober 1939 wurde Sankt Micheln in die Stadt Mücheln eingemeindet.

## Sehenswürdigkeiten

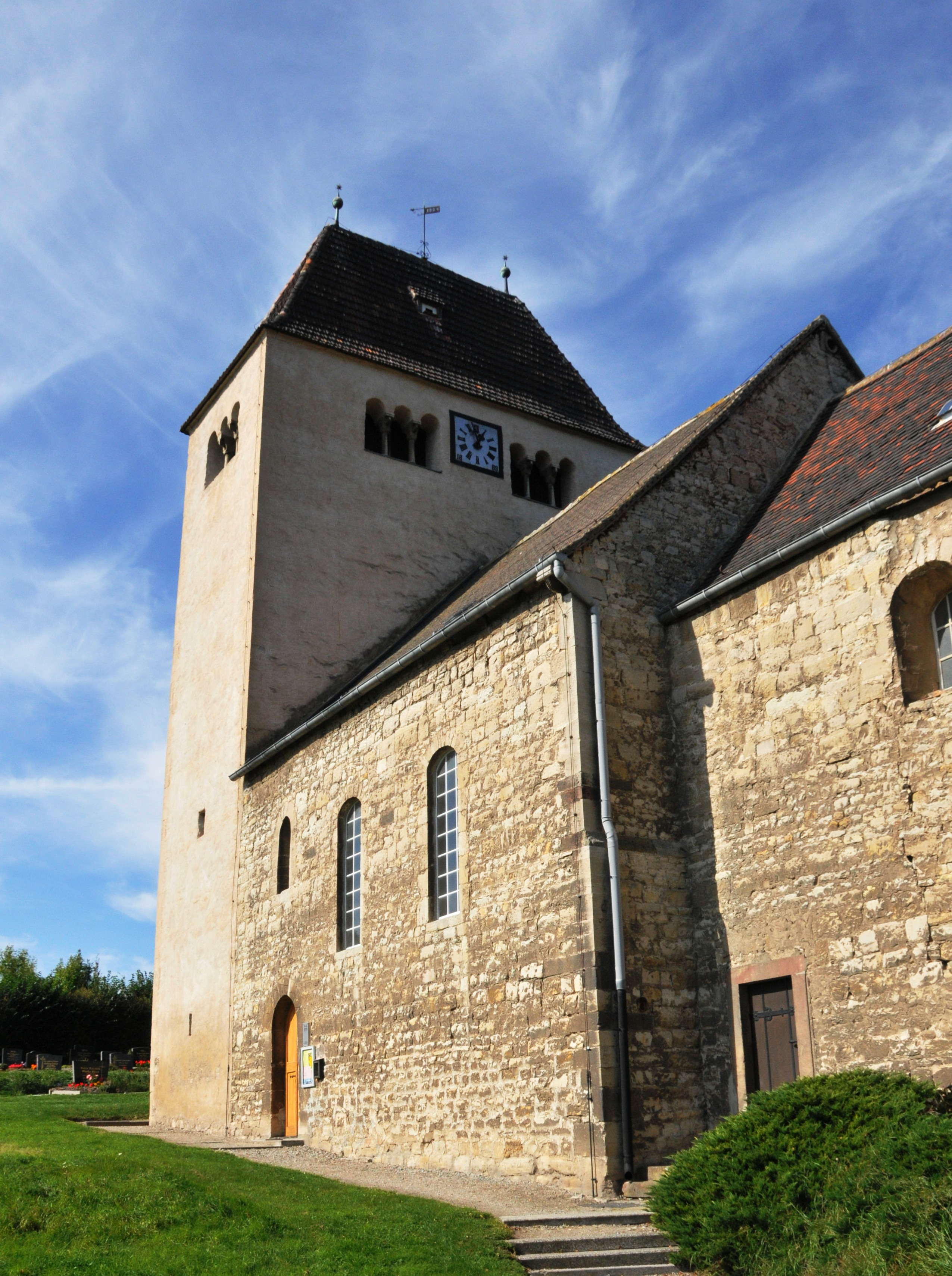
St.-Michael-Kirche

- Zwölf-Apostel-Quellen

Die Apostelquellen sind durch Erosion entstandene Schichtquellen. Vier von ihnen sind an das Müchelner Trinkwassernetz angeschlossen. Eine dieser Quellen (in der Apostelstraße) ist eingefasst und kann besichtigt werden.
- Geiselquelle

Die Geiselquelle entspringt am Fuße des Veitsberges und ist ein typischer Spring. Das zutage tretende Wasser ist der Überlauf eines unterirdischen Grundwasserbeckens. Das oberirdische Niederschlagsgebiet hinter der Quelle beträgt etwa 34 km². Die Quelle war vor Beginn des Braunkohlebergbaus eine der größten Quellen Mitteldeutschlands. Der Name Geisel ist vom altnordischen Wort geis(an) abgeleitet, von dem auch Geysir stammt. Es bedeutet "mit Macht hervorbrechen". Auch die Apostelquellen in unmittelbarer Nähe sind als Springquellen einzustufen. Die Ergiebigkeit der Geiselquelle wurde ursprünglich, als der Tagebau noch keinen Einfluss auf den Grundwasserspiegel hatte, etwa 400 bis 600 Liter pro Sekunde geschätzt. Die Geisel war sehr fischreich, und mit ihrem Wasser wurden siebzehn Mühlen betrieben. Der Mühlenwanderweg führt heute an fünf dieser Mühlen vorbei. Bereits 1540 wurde der Bachlauf verlegt. Weitere Verlegungen erfolgten durch die Grubenaufschlüsse zwischen 1938 und 1965. Seit etlichen Jahren ergießt die Quelle bis zu 35 Liter in der Sekunde. Heute – nach einer letzten Verlegung 2009 im Zuge der Sanierungsarbeiten des Tagebaus – mündet sie in den Geiseltalsee, verlässt den See bei Frankleben und fließt in ihrem alten Bett bis Merseburg, wo sie in die Saale mündet.
- Kirche St. Michael